# Ел Ортер
А́льфред Ад́ольф (Ел) О́ртер (англ. Alfred Adolf «Al» Oerter, Jr., 19 вересня 1936, Асторія, штат Нью-Йорк — 1 жовтня 2007, Форт-Майерс, Флорида) — американський легкоатлет, дискобол.
Олімпійський чемпіон 1956, 1960, 1964, 1968. Встановив 4 світових рекорди: 61,10 м, 62,45 м (1962), 62,62 м (1963), 62,94 м (1964). Один з трьох спортсменів (крім нього — Пауль Ельвстрем і Карл Льюїс), що перемогли в індивідуальних видах на 4 Олімпійських іграх.